# Cyathocidaris avenionensis
Espèce
Synonymes
- Cidaris avenionensis Desmoulins, 1837
- Prionocidaris avenionensis (Desmoulins, 1837)

Cyathocidaris avenionensis est une espèce éteinte d'oursins de la famille des Cidaridae.

## Systématique
L'espèce Cyathocidaris avenionensis a été décrite pour la première fois en 1837 par Charles des Moulins sous le protonyme Cidaris avenionensis.

## Description
L'espèce est décrite comme suit par Yves Bazin de Jessey : « Espèce d'une taille assez haute, circulaire, déprimée en haut et en bas : zones porifères très peu flexueuses, composées de pores arrondis, unis par un petit sillon transversal ; l'état de l'exemplaire dessiné n'autorise pas à juger de la largeur du renflement granuliforme qui séparait les deux côtés des zones porifères. Aires ambulacraires peu enfoncées. Aires interambulacraires garnies d'une double rangée de six ou sept tubercules gros, largement espacés, à base lisse, à mamelon perforé et non crénelé, plus forts au milieu de l'échinide qu'à ses extrémités. Les scrobicules larges, elliptiques, entourés de granules assez saillants, ont entre eux une petite zone miliaire étroite. Radioles très variables, si variables même, qu'on s'étonne qu'ils appartiennent à une même espèce. On en distingue trois sortes; les uns longs, cylindriques, garnis de granulations plus ou moins espacées, souvent plus fortes sur une des faces du radiole ; les autres ont leur tige atténuée à la base, qui est lisse à la collerette, mais striée dans toute sa longueur jusqu'à son extrémité, fermée et non épanouie ; une troisième espèce de radiole se remarque par une cupule terminale profonde plus ou moins large et fortement sillonnée ; les sillons se prolongent sur la tige. Cette dernière espèce de radioles l'emporte par la profondeur et la largeur de sa cupule sur les radioles semblables trouvés dans le Miocène, aux Angles, près d'Avignon ; à Saint-Paul-Trois-Ghâteaux, à Bonifacio, en Corse, par M. Locard ».

## Bretagne
C'est la forme la plus fréquente des faluns de Bretagne. On y trouve des radioles en grande quantité et, plus rarement, des fragments de test, souvent très roulés, alors qu'ils sont moins fréquents ou absents plus au sud.